# Legge sulla chiarezza
La legge sulla chiarezza (in inglese The clarity act; in francese Loi sur la clarté référendaire) è una legge approvata dal Parlamento del Canada che stabilisce le condizioni attraverso le quali il governo del Canada può avviare negoziati che condurrebbero alla secessione di una delle sue province o territori. La legge è stata presentata per la prima lettura alla Camera dei Comuni il 13 dicembre 1999, è stata poi approvata dalla Camera il 15 marzo 2000 e dal Senato, nella sua versione definitiva, il 29 giugno 2000.
Sebbene la legge potrebbe teoricamente essere applicata a qualsiasi provincia, la Legge sulla chiarezza è stata creata in risposta al referendum del Québec del 1995 e al movimento per l'indipendenza presente in quella provincia. Già nel 1996 un disegno di legge, il Quebec Contingency Act (Bill C-341), fu introdotto per stabilire le condizioni applicabili a un referendum sulla separazione del Quebec dal Canada, ma non procedette oltre la prima lettura.
Come risposta, il governo del Quebéc ha approvato due giorni dopo l'introduzione della legge sulla chiarezza una legge riguardo al "Rispetto dell'esercizio dei diritti e delle prerogative fondamentali del popolo del Québec e dello Stato del Québec". L'atto stabilisce che i quebecchesi possono determinare unilateralmente come esercitare il loro diritto a scegliere il loro regime politico, compresa la sovranità, e che l'opzione vincente in un referendum è quella che ottiene il 50% dei voti più uno. L'atto legislativo è ancora in fase di vaglio da parte della Corte Superiore Canadese.

## Antefatti
La motivazione alla base della promulgazione della legge sulla chiarezza fu quella di rimuovere sul piano legislativo tutte le ambiguità sorte con il referendum del Québec del 1995. La polemica intorno a questo referendum (vinto dagli unionisti con una percentuale del 50,58%) circondava la formulazione del quesito, la legalità e costituzionalità del referendum indipendentista e la legittimità di un eventuale secessione del Quebec.

### Stéphane Dion e le tre lettere aperte
Il primo ministro canadese Chrétien nominò, nel 1996, lo scienziato politico Stéphane Dion come ministro degli affari intergovernativi. Quest'ultimo contesterà la validità legale della domanda referendaria del Québec del 1995 in tre lettere aperte al premier del Québec Lucien Bouchard e al ministro degli affari intergovernativi del Québec Jacques Brassard.
Nella prima lettera aperta, Dion contestò tre asserzioni che Bouchard fece durante la campagna referendaria: che una dichiarazione unilaterale di indipendenza è sostenuta dal diritto internazionale, che una maggioranza del "50% più uno" era una soglia sufficiente per la secessione e che la legge internazionale avrebbe protetto l'integrità territoriale del Québec a seguito di una secessione. Contro la prima affermazione, Dion sostenne che la stragrande maggioranza degli esperti di diritto internazionale concordano sul fatto che il diritto di dichiarare unilateralmente la secessione non appartenga alle entità costituenti di un paese democratico come il Canada. Per quanto riguarda l'argomento della maggioranza semplice, Dion sostenne che a causa dei cambiamenti epocali alla vita degli abitanti del Québec che sarebbero derivati dalla secessione, una maggioranza semplice sarebbe potuta facilmente scomparire di fronte alle difficoltà divenendo quindi insufficiente per garantire la legittimità politica del progetto di sovranità del Québec. Riguardo all'integrità territoriale del Québec, Dion replicò che non esiste nessuna teoria nel diritto internazionale che avrebbe garantito integrità per il territorio del Québec dimostrando che i confini dell'entità che cerca l'indipendenza possono essere messi in discussione.
Nella seconda lettera aperta di Dion a Jacques Brassard, ministro intergovernativo degli affari del Québec, Dion espande le sue precedenti argomentazioni contro l'integrità territoriale del Québec in seguito alla secessione, sottolineando l'incoerenza nell'affermazione che il Canada è divisibile, ma il Québec no. In secondo luogo, Dion sottolinea che senza il riconoscimento da parte del governo del Canada una dichiarazione unilaterale di indipendenza incontrerebbe molte difficoltà nell'ottenere un riconoscimento internazionale.
Nella terza lettera aperta di Dion critica il primo ministro del Québec per aver accettato solo alcuni aspetti della sentenza espressa dalla Corte Suprema rispetto alla secessione (come l'obbligo politico per il governo del Canada di negoziare la secessione in seguito a una chiara espressione della volontà del popolo del Québec) e non altre sezioni della sentenza (come la necessità di una chiara maggioranza su una domanda chiara e l'incostituzionalità di una dichiarazione unilaterale di indipendenza). Riguardo alla sentenza, Dion afferma inoltre che il governo federale ha un ruolo nella selezione della domanda referendaria e del livello di supporto richiesto per poterlo considerare legittimo, che la secessione può essere raggiunta solo attraverso la negoziazione e non con una "dichiarazione unilaterale di indipendenza", e che le condizioni di negoziazione non potevano essere decise unicamente dal governo del Québec.

### Interpretazione della Corte Suprema Canadese
Il 30 settembre 1996, Dion presentò tre domande alla Corte Suprema del Canada al fine di definire i confini legali e di legittimità di un eventuale processo di secessione del Québec.
1. Secondo la Costituzione del Canada, l'assemblea nazionale, la legislatura o il governo del Québec possono condizionare unilateralmente la secessione del Québec dal Canada?
2. Il diritto internazionale conferisce all'Assemblea nazionale, alla legislatura o al governo del Québec il diritto di effettuare unilateralmente la secessione del Québec dal Canada? A questo proposito, esiste un diritto all'autodeterminazione ai sensi del diritto internazionale che conferire all'Assemblea nazionale, alla legislatura o al governo del Québec il diritto di effettuare unilateralmente la secessione del Québec dal Canada?
3. Nell'eventualità di un conflitto tra diritto interno e internazionale sul diritto dell'Assemblea nazionale, della legislatura o del governo del Québec di effettuare unilateralmente la secessione del Québec dal Canada, quale diritto avrebbe prevalso?

Non appena queste domande furono rese pubbliche, entrambi i partiti dell'Assemblea nazionale, il Blocco del Quebéc e numerosi federalisti denunciarono il gesto di Ottawa.
Il 20 agosto 1998, la Corte Suprema ha risposto, concludendo che il Québec non può separarsi unilateralmente, sia secondo il diritto canadese che secondo il diritto internazionale. Tuttavia, il governo del Canada avrebbe dovuto avviare negoziati con il governo del Québec se i cittadini della regione avessero espresso la chiara volontà di separarsi. Ha inoltre confermato che il Parlamento del Canada aveva il potere di determinare se una questione referendaria fosse abbastanza chiara per essere presentata in un quesito referendario e che la Costituzione del Canada sarebbe rimasta in vigore fino a quando tutte le parti coinvolte non avessero approvato i termini della secessione attraverso un emendamento costituzionale, che richiede il consenso del Parlamento federale e di ogni provincia canadese. Questi termini sarebbero comunque stati vincolati al rispetto dei principi democratici e ai diritti delle minoranze e individuali come delineato nella costituzione canadese. La corte non ha comunque definito cosa significhi una maggioranza chiara e ha lasciato questa interpretazione ai politici.
Sia il governo del Québec che il governo del Canada hanno dichiarato pubblicamente di essere molto soddisfatti dell'opinione della Corte Suprema, che ha affermato sia che il Québec non potrebbe legalmente separarsi unilateralmente dal Canada, sia e che il governo del Canada avrebbe un obbligo legale di avviare negoziati di separazione con il Québec nel caso in cui una netta maggioranza della popolazione votasse a favore dell'indipendenza.

## Punti chiave del testo di legge
I punti chiave della legge includono:
- Dare alla Camera dei Comuni il potere di decidere se un quesito referendario è da considerarsi chiaro prima del voto, affermando specificamente che qualsiasi domanda non riferita unicamente alla secessione doveva essere considerata non chiara;
- Dare alla Camera dei Comuni il potere di determinare la definizione di netta maggioranza;
- L'obbligo legale per il Governo canadese di avviare dei negoziati tra le parti se i cittadini di una provincia avessero chiaramente espresso, in netta maggioranza, che non desideravano più far parte del Canada
- La secessione di una provincia del Canada richiederebbe un emendamento alla Costituzione del Canada ed è legale solo se frutto di negoziati bilaterali tra le parti;
- Affermare che tutte le province e le prime nazioni canadesi dovevano essere parte dei negoziati che si sarebbero successivamente avviati;
- Consentire alla Camera dei Comuni di scavalcare una decisione referendaria se essa ritiene che il referendum abbia violato uno qualsiasi dei principi della legge sulla chiarezza.

## Conseguenze e reazioni
La legge sulla chiarezza era stata successivamente redatta e presentata alla Camera dei Comuni il 13 dicembre 1999. L'atto è stato denunciato da tutti i partiti provinciali dell'Assemblea nazionale del Quebéc, dal Blocco del Quebéc e da molti federalisti. In seguito all'adozione della legge da parte del Parlamento del Canada, venne scritta una lettera aperta a sostegno del diritto all'autodeterminazione del Quebéc firmata da numerosi intellettuali del Quebéc e del Canada.
L'ex primo ministro Chrétien ha spesso affermato che la legge sulla chiarezza è stato uno dei suoi più grandi successi nella politica federale del paese.
In un'intervista del 2005, il separatista ex primo ministro del Québec Jacques Parizeau ha dichiarato che la legge sulla chiarezza "non significava nulla" e che sarebbe stata ignorata.
La validità costituzionale di entrambe le leggi e la conformità delle loro disposizioni rimangono incerte. Tuttavia, in riferimento alla secessione del Québec, la Corte Suprema del Canada ha affermato che un voto democratico in sé non avrebbe alcun effetto legale dal momento che la secessione di una provincia in Canada sarebbe costituzionalmente valida solo dopo un negoziato tra il governo federale e il governo provinciale. Il governo canadese sarebbe però stato legalmente obbligato ad avviare il negoziato se i cittadini di una provincia avessero chiaramente espresso, a larga maggioranza, che non desideravano più far parte del Canada. Solo allora una provincia avrebbe potuto lasciare la confederazione.

### Legge specchio del Québec
In seguito all'adozione della legge sulla chiarezza da parte del governo federale canadese, il governo provinciale del Québec ha adottato la propria legge (Legge sul rispetto dell'esercizio dei diritti e delle prerogative fondamentali del popolo del Québec e dello Stato del Québec).

Questo atto legislativo enfatizza il diritto all'autodeterminazione secondo il diritto internazionale pubblico. Afferma anche il diritto all'integrità territoriale della provincia del Québec e riconosce i diritti della minoranza anglofona del Québec e delle Prime nazioni del Québec. Infine, l'articolo 13 risponde chiaramente alla legge sulla chiarezza federale canadese affermando che:
"Nessun parlamento o governo può ridurre i poteri, l'autorità, la sovranità o la legittimità dell'Assemblea nazionale del Québec, o imporre un vincolo alla volontà democratica del popolo del Québec di autodeterminarsi"

### Bill Clinton e la prima conferenza internazionale sul federalismo
Stéphane Dion organizzò e ospitò, nell'ottobre del 1999, la prima conferenza internazionale sul federalismo a Mont-Tremblant per promuovere il sostegno internazionale alla causa del federalismo in Canada. I capi politici del Quebéc, sfruttando il loro ruolo di primo piano alla conferenza, denunciarono il modello federalista canadese davanti al pubblico internazionale, infastidendo chiaramente i capi politici canadesi.
La legge sulla chiarezza è stata particolarmente lodata dal presidente degli Stati Uniti Bill Clinton che sostenne l'efficacia del modello federalista, il quale consente ai popoli che cercano di riconoscere la propria identità storica, culturale e linguistica di farlo senza isolarsi dallo stato-nazione a cui appartengono. Il discorso non lasciava dubbi sulla netta posizione degli Stati Uniti rispetto all'indesiderabilità della secessione unilaterale del Québec.